# Città di Maribyrnong
La città di Maribyrnong è una Local Government Area che si trova nello Stato di Victoria. Essa si estende su una superficie di 31,2 chilometri quadrati e ha una popolazione di 71.635 abitanti. La sede del consiglio si trova a Footscray.